# Monarquismo en Francia
El monarquismo en Francia ha adoptado sucesivamente diversas formas según las épocas históricas. Determinó la forma de gobierno más frecuente hasta que Francia escogiera la república en 1870, una forma de gobierno que perdura hasta la actualidad.

## Historia
Durante el Antiguo Régimen Francia fue gobernada desde la Edad Media por una monarquía de tipo feudal, y a partir del siglo XVII hasta la revolución francesa de 1789 por una monarquía absoluta encarnada principalmente por la casa de Borbón. Con la Constitución de 1791 la Revolución instauró la primera monarquía constitucional francesa (1790-1792), cuyo monarca era Luis XVI, aunque ésta existiera de facto desde 1790.
La monarquía constitucional fue el tipo de régimen que más tiempo gobernó Francia durante casi los dos primeros tercios del siglo XIX, excepto por el intervalo de la Segunda República. La Constitución del Año XII, en 1804, instauró el Primer Imperio Francés (1804-1814), una monarquía constitucional liderada por el emperador Napoléon I, con tintes autocráticos. De 1814 a 1830, la Restauración Borbónica fue una monarquía regulada por una Carta otorgada, que se asemejaba a un esbozo de constitución. Le sucedió la monarquía constitucional de la casa de Orleans, con Luis Felipe I (1830-1848), instaurada por la Carta de 1830 que modificaba la Carta anterior introduciendo elementos liberales en consonancia con la evolución política del país. La Constitución francesa de 1852 restableció la monarquía dando el trono al emperador Napoleón III (1852-1870), hasta que la derrota francesa en la guerra franco-prusiana y el empuje creciente del republicanismo condujeran a la proclamación de la Tercera República el 4 de septiembre de 1870.

## En la actualidad
Desde principios del siglo XIX, la monarquía francesa fue marcada por cambios dinásticos que han llevado a la diversidad actual de las corrientes monárquicas:
- los legitimistas, partidarios de la rama española de la Casa de Borbón, descendientes de Felipe V de España.
- los orleanistas, partidarios de la Casa de Orleans, una rama de la casa de Borbón descendiente de Luis Felipe I, último rey que gobernó Francia.
- los bonapartistas, partidarios de la Casa de Bonaparte, casa de Napoleón III, el último monarca que reinó en Francia.

- Datos: Q3320144
- Multimedia: Monarchism in France / Q3320144